# Eremopyrum
Genre
Eremopyrum est un genre de plantes monocotylédones de la famille des Poaceae, sous-famille des Pooideae, originaire d'Eurasie et d'Afrique du Nord, qui comprend quatre espèces acceptées.
Ce sont des plantes herbacées annuelles aux tiges dressées ou décombantes de 20 à 30 cm de long. Les inflorescences sont des racèmes ou pseudo-épis très compacts.
L'une des espèces du genre, Eremopyrum triticeum, s'est largement implantée dans certaines régions d'Amérique du Nord où elle est considérée comme une mauvaise herbe

## Liste d'espèces
Selon The Plant List (7 avril 2017) :
- Eremopyrum bonaepartis (Spreng.) Nevski
- Eremopyrum distans (K.Koch) Nevski
- Eremopyrum orientale (L.) Jaub. & Spach
- Eremopyrum triticeum (Gaertn.) Nevski